# Diócesis de Banjarmasin
La diócesis de Banjarmasin (en latín: Dioecesis Bangiarmasina y en indonesio: Keuskupan Banjarmasin) es una circunscripción eclesiástica latina de la Iglesia católica en Indonesia, sufragánea de la arquidiócesis de Samarinda. La diócesis tiene al obispo Petrus Boddeng Timang como su ordinario desde el 14 de junio de 2008.

## Territorio y organización
La diócesis tiene 37 530 km² y extiende su jurisdicción sobre los fieles católicos de rito latino residentes en la provincia de Borneo Meridional.
La sede de la diócesis se encuentra en la ciudad de Banjarmasin, en donde se halla la Catedral de la Sagrada Familia.
En 2018 en la diócesis existían 9 parroquias.

## Historia
La prefectura apostólica de Bandjarmasin fue erigida el 21 de mayo de 1938 con la bula Ad evangelizationis opus del papa Pío XI, obteniendo el territorio del vicariato apostólico de Borneo Holandés (hoy arquidiócesis de Pontianak).
El 10 de marzo de 1949 la prefectura apostólica fue elevada a vicariato apostólico con la bula Quo enascentium del papa Pío XII.
El 21 de febrero de 1955 cedió una parte de su territorio para la erección del vicariato apostólico de Samarinda (hoy arquidiócesis) mediante la bula Quod Christus del papa Pío XII.
El 3 de enero de 1961 el vicariato apostólico fue elevado a diócesis con la bula Quod Christus del papa Juan XXIII. Originalmente era sufragánea de la arquidiócesis de Pontianak.
El 22 de agosto de 1973 tomó su nombre actual en virtud del decreto Cum propositum de la Congregación para la Evangelización de los Pueblos.
El 5 de abril de 1993 cedió otra porción de territorio para la erección de la diócesis de Palangkaraya mediante la bula Venerabiles Fratres del papa Juan Pablo II.
El 14 de enero de 2003 pasó a formar parte de la nueva provincia eclesiástica de la arquidiócesis de Samarinda.

## Estadísticas
De acuerdo al Anuario Pontificio 2019 la diócesis tenía a fines de 2018 un total de 15 213 fieles bautizados.
| Año                                                                             | Población            | Población | Población      | Sacerdotes | Sacerdotes    | Sacerdotes    | Bautizados por sacerdote | Diáconos permanentes | Religiosos | Religiosos | Parroquias |
| Año                                                                             | Bautizados católicos | Total     | % de católicos | Total      | Clero secular | Clero regular | Bautizados por sacerdote | Diáconos permanentes | Varones    | Mujeres    | Parroquias |
| ------------------------------------------------------------------------------- | -------------------- | --------- | -------------- | ---------- | ------------- | ------------- | ------------------------ | -------------------- | ---------- | ---------- | ---------- |
| 1950                                                                            | 7223                 | 1 670 000 | 0.4            | 38         | 1             | 37            | 190                      |                      | 10         | 18         | 2          |
| 1970                                                                            | 7778                 | 1 969 677 | 0.4            | 11         |               | 11            | 707                      |                      | 21         | 19         |            |
| 1980                                                                            | 20 881               | 2 700 000 | 0.8            | 19         |               | 19            | 1099                     |                      | 30         | 27         |            |
| 1990                                                                            | 48 390               | 3 894 230 | 1.2            | 23         |               | 23            | 2103                     |                      | 28         | 77         | 25         |
| 1999                                                                            | 24 026               | 3 005 164 | 0.8            | 12         | 2             | 10            | 2002                     |                      | 11         | 54         | 8          |
| 2000                                                                            | 17 278               | 3 202 300 | 0.5            | 15         | 3             | 12            | 1151                     |                      | 14         | 54         | 8          |
| 2001                                                                            | 17 278               | 3 202 300 | 0.5            | 15         | 3             | 12            | 1151                     |                      | 14         | 54         | 8          |
| 2002                                                                            | 30 332               | 3 069 759 | 1.0            | 16         | 3             | 13            | 1895                     |                      | 13         | 57         | 9          |
| 2003                                                                            | 30 332               | 3 569 759 | 0.8            | 17         | 3             | 14            | 1784                     |                      | 14         | 57         | 9          |
| 2004                                                                            | 13 631               | 3 054 129 | 0.4            | 19         | 3             | 16            | 717                      |                      | 16         | 67         | 9          |
| 2006                                                                            | 18 200               | 3 135 000 | 0.6            | 16         | 3             | 13            | 1137                     |                      | 25         | 75         | 9          |
| 2012                                                                            | 17 051               | 3 680 000 | 0.5            | 25         | 7             | 18            | 682                      |                      | 25         | 82         | 9          |
| 2015                                                                            | 14 789               | 4 077 000 | 0.4            | 29         | 7             | 22            | 509                      |                      | 29         | 101        | 9          |
| 2018                                                                            | 15 213               | 4 119 794 | 0.4            | 27         | 8             | 19            | 563                      |                      | 32         | 100        | 9          |
| Fuente: Catholic-Hierarchy, que a su vez toma los datos del Anuario Pontificio. |                      |           |                |            |               |               |                          |                      |            |            |            |

## Episcopologio

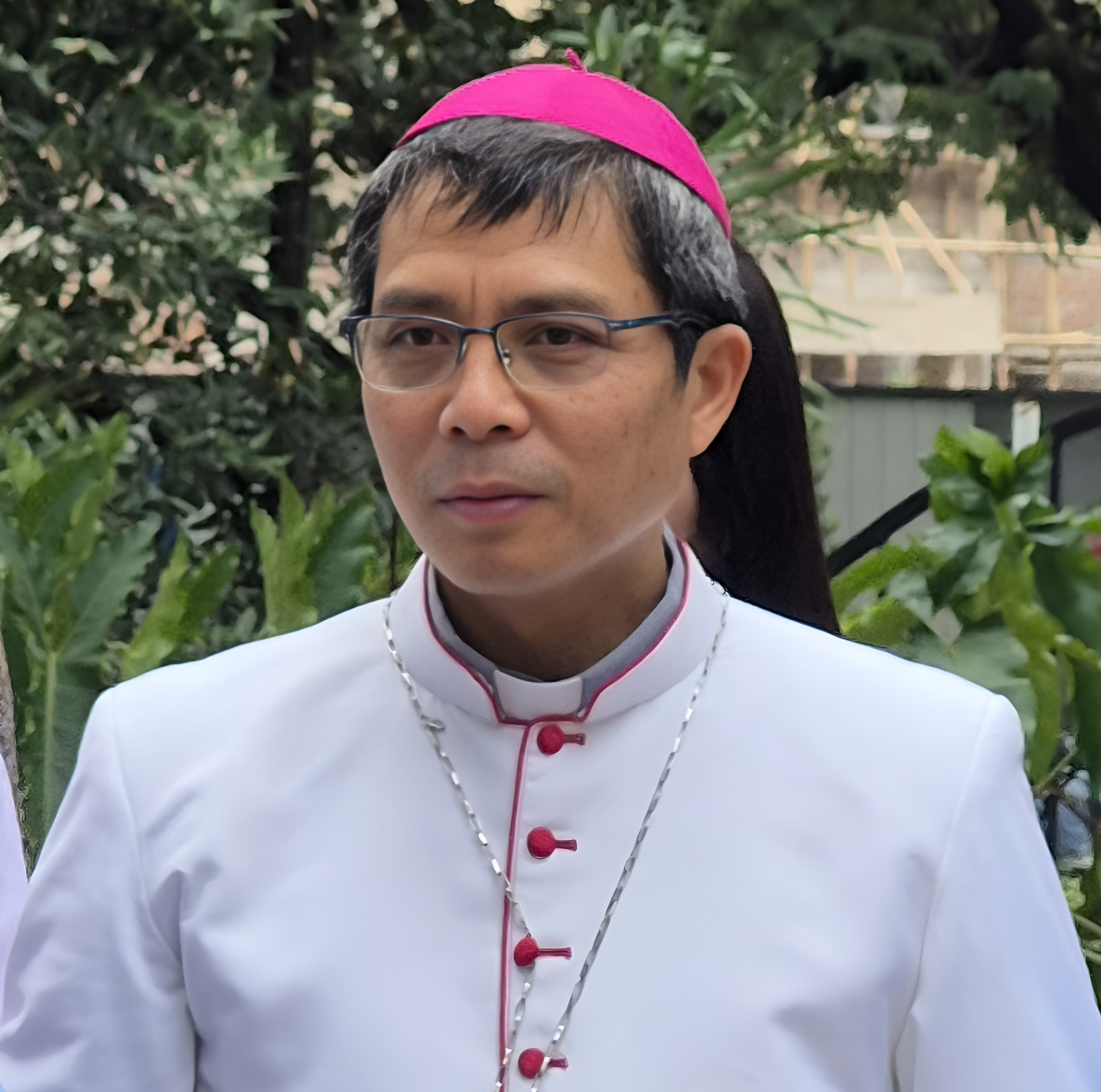
Victorius Dwiardy.

- Jacob Jan Kusters, M.S.F. † (21 de mayo de 1938-1949 renunció)
- Joannes Groen, M.S.F. † (10 de marzo de 1949-18 de abril de 1953 falleció)
- Wilhelmus Joannes (Guillaume Jean) Demarteau, M.S.F. † (6 de enero de 1954-6 de junio de 1983 renunció)
- Fransiskus Xaverius Rocharjanta Prajasuta, M.S.F. † (6 de junio de 1983-14 de junio de 2008 retirado)
- Petrus Boddeng Timang (14 de junio de 2008-8 de julio de 2023 retirado)
- Victorius Dwiardy, O.F.M. Cap., desde el 8 de julio de 2023